# 津長神社
津長神社（つながじんじゃ）は、伊勢神宮皇大神宮（内宮）の摂社。五十鈴川西岸、宇治橋と対面する鼓ヶ岳の山麓、正前の森に鎮座する。本項目では、津長神社と同座する、内宮末社の新川神社（にいかわじんじゃ）および石井神社（いわいじんじゃ）についても記述する。
3社とも倭姫命の定めた神社であり、祭神は水神である。

## 概要
三重県伊勢市宇治今在家町、内宮の神域入り口に架かる宇治橋から約200mのところに鎮座する。津長神社から20m先には内宮所管社の饗土橋姫神社（あえどはしひめじんじゃ）、50m先には内宮摂末社の大水神社・川相神社・熊淵神社があり、7社が集まっている。また神宮文庫の前身である旧林崎文庫もある。
3社は同座しており、社殿は1つである。神明造板葺の社殿は南西の方角を向いており、一重の玉垣に囲まれている。賽銭箱は置かれていない。社地の面積は379.94坪（1,256m2）。かつては社頭に藤の木があり、「大力の子を授かる」という民間信仰があったという1933年（昭和8年）の記録があるが、藤の木は1933年時点ですでに無くなっていた。

## 津長神社
津長神社は、内宮の摂社27社のうち第14位である。鎮座地の古い地名を「津長原」と言い、五十鈴川を遡上してきた船の船着き場があった。倭姫命もここで上陸したと伝えられる。『延喜式神名帳』では「津長大水神社」とする。
祭神は栖長比賣命（すながひめのみこと）。水神であるとされる。大水上命（おおみなかみのみこと）の子であるという。大水上命の御魂であるとされる御裳乃須蘇比賣命（みものすそひめのみこと）は、内宮末社の那自賣神社（なじめじんじゃ）で祀られている。祭神名「栖長比賣命」と社名「津長神社」は似ているが、祭神名と地名の起源はどちらが先かについては議論がある。

## 新川神社
新川神社は、内宮の末社16社のうち、第6位である。
祭神は新川比賣命（にいかわひめのみこと）。水神であるとされ、付近にあった船着き場の守護神であった。津長神社・石井神社の祭神と同じく、大水上命の子であるという。

## 石井神社
石井神社は、内宮の末社16社のうち、第7位である。宇治館町の古い地名が「岩井田」であり、石井神社の旧跡がある。
祭神は高水上命（たかみなかみのみこと）。石清水の守護神である。津長神社・新川神社の祭神と同じく、大水上命の子であるという。同じく内宮の末社である宇治乃奴鬼神社でも高水上命を祀る。

## 歴史
津長神社は、『倭姫命世記』の記述に従い、垂仁天皇26年創建と考えられる。『皇大神宮儀式帳』によれば、社地は3町（約3ha）と現今に比べ大変広かった。往時の社地は五十鈴川の岸辺に近く、現今よりも重大な祭祀が捧げられていた。
中世以後、祭祀が断絶し、寛文3年12月21日（グレゴリオ暦：1664年1月19日）に遷御（せんぎょ）の儀を行い再興された。再興した大宮司の河邊精長（大中臣精長）は『倭姫命世記』の記述に従い、古代の船着き場であったであろう江戸時代当時の河原に比定したのである。ただし、旧饗土橋姫神社鎮座地（宇治橋前のロータリー）近傍にあった「川端屋」という商家があり、その裏屋敷にあった石積が旧社地であったとする説もあった。明治4年（1871年/1872年）、津長神社に新川神社・石井神社を同座させる。新川神社・石井神社は元来別の場所に鎮座していたが、中絶したため、津長神社と同座することになったと、1879年（明治12年）の『伊勢国度会郡 神社明細帳』では報告している。
社殿は1916年（大正5年）と1956年（昭和31年）3月に造り替えられ、1977年（昭和52年）に大修繕が施された。

## 祭祀
巡回祭典の形で祈年祭（2月）、月次祭（6月・12月）、神嘗祭（10月）、新嘗祭（11月）の際は社殿の前で祭祀が行われ、歳旦祭（1月1日）、元始祭（1月3日）、建国記念祭（2月11日）、天長祭（2月23日）、風日祈祭（5月・8月）は遥祀に催行する。

## 植物相
1977年（昭和52年）に行われた境内の立木調査によると、カヤ・マキ・スギ・カシ・シイ・ヤブツバキ・イヌビワ・アカメガシワを主要樹種とし、計95本あった。特に直径80cm以上の太いクスが4本あり、社殿右側には直径150cm以上のクスが茂る。

## 交通
宇治橋前まで
- JR参宮線・近鉄山田線伊勢市駅南口（JR側）または近鉄山田線・鳥羽線宇治山田駅より三重交通バスに15分ほど乗車、終点「内宮前」下車[18]。近鉄鳥羽線五十鈴川駅からも三重交通バスで内宮前へ行くことが可能である。
- 伊勢自動車道伊勢西ICより三重県道32号伊勢磯部線（御木本道路）を南へ約5分または伊勢ICより国道23号を南へ約5分、付近に駐車場あり[18]。

宇治橋前から
- 宇治橋前ロータリー、内宮前駐車場を横切り、徒歩約4分（約200m）[3]。